# Forbrændingen
55°39′27.96″N 12°21′23.42″Ø / 55.6577667°N 12.3565056°Ø
Forbrændingen er et af Vestegnens spillesteder beliggende centralt placeret midt i Albertslund ca. 200 m fra Albertslund Station, i den gamle forbrændingsanstalt.
Der afholdes ca. 70 koncerter årligt på Forbrændingen i en bred vifte af stilarter, samt ca. 10 lukkede arrangementer.
I huset findes også en 140 m² indendørs klatrevæg. Forbrændingen blev etableret i 1996.  

## Kvinder i centrum
I 2019 lavede Forbrændingen projektet Kvinder i centrum for at bevise, at det  kan lade sig gøre at booke et helt års arrangementer med minimum én kvinde på scenen.  
Programmet  suppleredes af en række talks (i samarbejde med Tuborgfondet, kurateret af Talk Town) om kvinder og musik, samt et samarbejde med JazzDanmark om en vestegnsversion af Jazzcamp For Piger.
Forbrændingen havde også et samarbejde med Women in Live Music (WILM) om et udviklingsforløb for unge kvindelige teknikere. 